# Đường cao tốc Gò Dầu – Xa Mát
Đường cao tốc Gò Dầu – Xa Mát (ký hiệu toàn tuyến là CT.32)là một đoạn đường cao tốc thuộc hệ thống đường cao tốc Việt Nam kết nối hai cửa khẩu quốc tế là: Cửa khẩu Xa Mát và Cửa khẩu Tân Nam cùng nhiều cửa khẩu chính, cửa phụ khác trên địa bàn tỉnh Tây Ninh.

## Vị trí
Tuyến đường có chiều dài khoảng 65 km, bắt đầu từ nút giao của tuyến cao tốc Thành phố Hồ Chí Minh – Mộc Bài tại Gò Dầu, tỉnh Tây Ninh với Cửa khẩu Xa Mát thuộc tỉnh Tây Ninh, Việt Nam.

## Thiết kế
Giai đoạn 1 của tuyến cao tốc sẽ có chiều dài khoảng 28 km từ điểm giao với tuyến cao tốc Thành phố Hồ Chí Minh – Mộc Bài tại Gò Dầu đến Km27+820 của ĐT.781 thuộc xã Bàu Năng, huyện Dương Minh Châu, tỉnh Tây Ninh. Giai đoạn đầu tiên sẽ đi qua hai huyện Gò Dầu, Dương Minh Châu và thị xã Hòa Thành của Tây Ninh. Giai đoạn còn lại dự kiến đi qua thành phố Tây Ninh và huyện Tân Biên.
Tuyến đường sẽ có quy mô 4 làn xe và vận tốc 80 km/h.

## Xây dựng
Tổng dự án được xây dựng với vốn đầu tư là 5.100 tỉ đồng. Theo quy hoạch, tuyến cao tốc sẽ được đầu tư trong giai đoạn 2021 – 2030.